# Papiria de tribunis plebis
La lex Papiria de tribunis plebis va ser una antiga llei romana proposada del tribú de la plebs Gai Papiri Carbó l'any 130 aC quan eren cònsols Claudi Pulcre i Marc Perpenna. Aquesta llei permetia a una persona obtenir el tribunat diverses vegades si era elegit per la plebs. No va obtenir l'aprovació al pronunciar-se en contra Publi Corneli Escipió Emilià Africà Menor.